# Mudrock
Les mudrocks (littéralement des roches de boues) sont une classe de roches sédimentaires siliciclastiques à grains fins. Les mudrocks sont assimilables aux lutites.
En effet, une partie de la terminologie géologique anglaise, réputée plus précise que la terminologie employée en français, utilisant les termes « shale », « slate »,« mudstone », « claystone », « mudrock » et « clayrock », est abondamment utilisée en français depuis des années 1970, (quelques fois plus tôt, dans les cercles des géologues du Québec notamment,, et dans l'industrie pétrolière), lorsque la terminologie française utilise des expressions réputées imprécises comme schiste argileux,, pour décrire les roches d'aspect terne « chargées quelquefois de paillettes de mica, colorées en brun, en jaune, ou en vert, ou bien en noir; dans ce dernier cas leur coloration est due à des matières charbonneuses ». 
 
Les termes « mudstone » et « mudrock » font référence à l'expression « mud » qui à le même sens que boue en français, mais désigne ici les plus fines particules véhiculées par le vent puis les rivières et qui vont sédimenter, jusque très loin dans les océans (et compactées vont former les mudrocks).

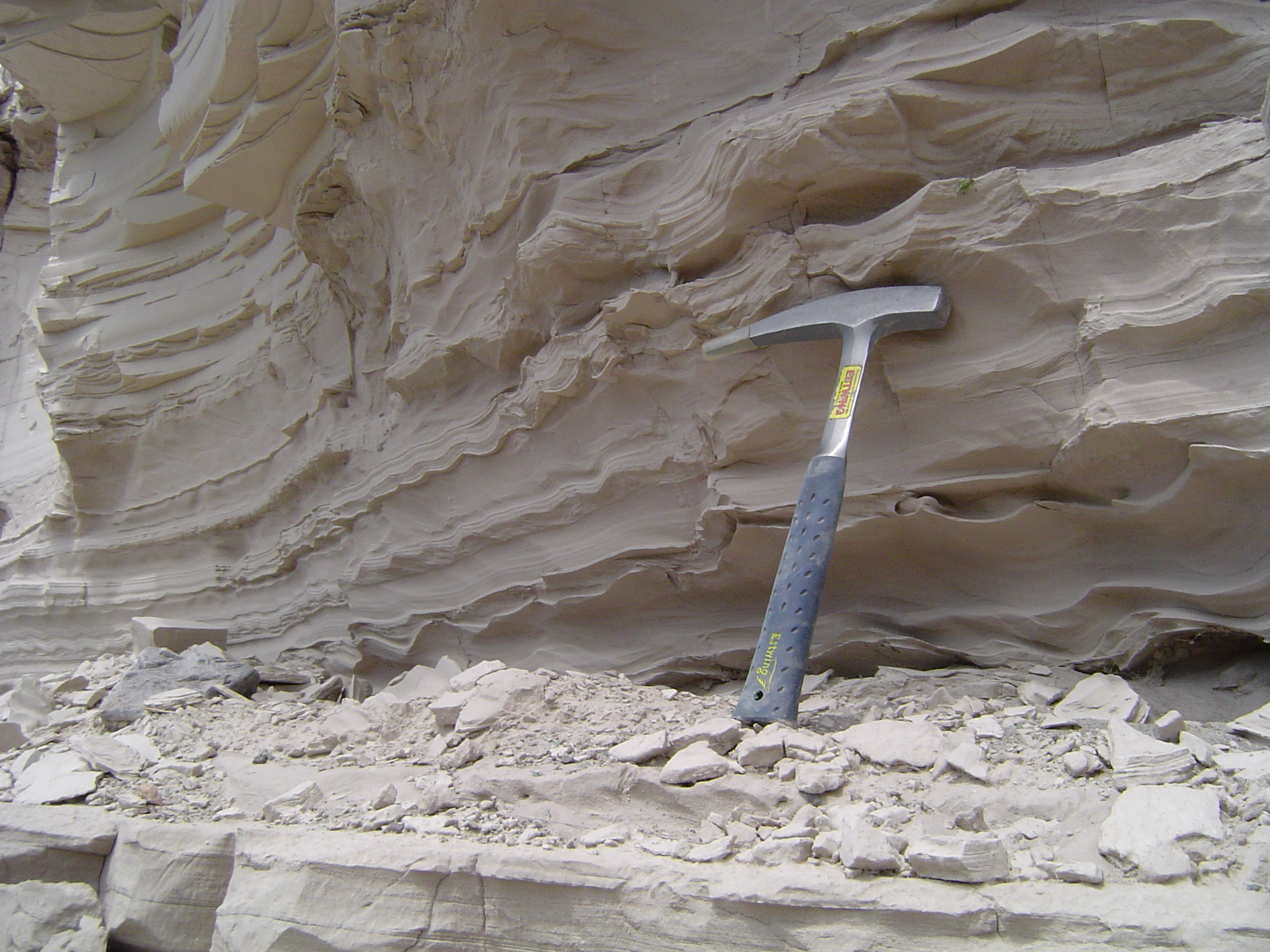
Claystone du lac glaciaire Missoula

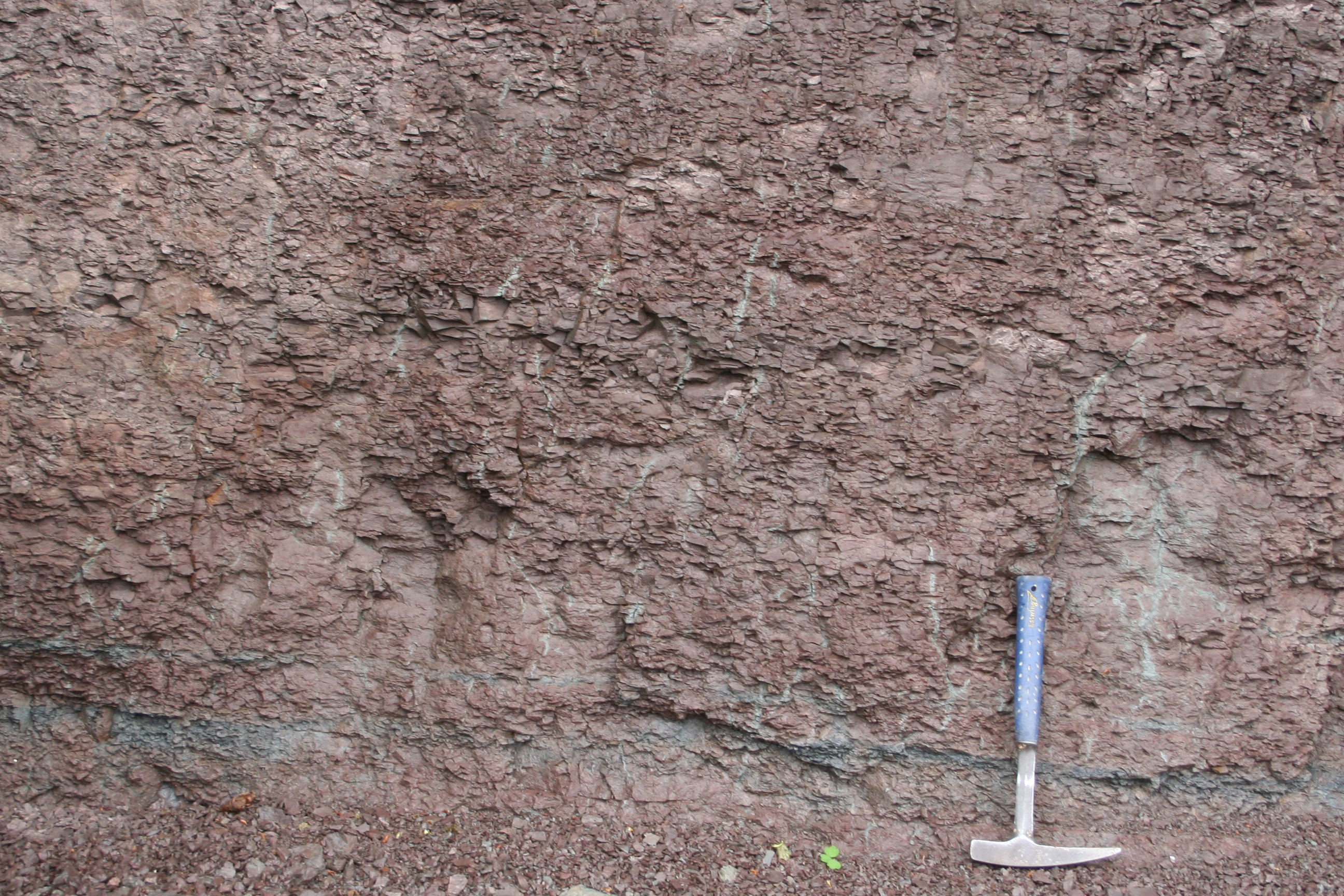
Mudrock rouge dans la Formation de Ragged Reef (Pennsylvanien), bassin de Cumberland, Nouvelle-Écosse

Approximativement 60% des roches sédimentaires exposées à la surface de la Terre sont aujourd'hui des mudrocks.

## Description
Les mudrocks sont une classe de roches sédimentaires siliciclastiques à grains fins. Les différents types de mudrocks comprennent: siltstone, claystone, mudstone, slate (ardoise) et shale (schiste). La plupart des particules présentes sont d'un diamètre inférieur à 0,0625 mm (1/16e mm) et donc trop petites pour étudiées facilement sur le terrain. À première vue, les types de roches se ressemblent ; cependant, il existe des différences importantes dans leur composition et leur nomenclature. La classification des mudrocks est difficile et controversée. Celle-ci comporte en effet quelques obstacles, notamment :
1. Les mudrocks sont les moins connues et l'une des roches sédimentaires les moins étudiées à ce jour
2. Il est difficile d'étudier les constituants des mudrocks, en raison de leur petite taille et de leur vulnérabilité aux intempéries sur les affleurements
3. Et surtout, il existe plus d'un système de classification accepté par les scientifiques

Les mudrocks représentent cinquante pour cent des roches sédimentaires dans les archives géologiques et sont de loin les gisements les plus répandus sur Terre. Les sédiments fins sont le produit de l'érosion le plus abondant, et ces sédiments contribuent à l'omniprésence globale des mudrocks. Avec une pression accrue au fil du temps, les minéraux argileux en plaques peuvent s'aligner, avec l'apparition de couches parallèles (Fissilité). Ce matériau finement stratifié qui se divise facilement en couches minces est appelé shale (schiste), par opposition au mudstone. Le manque de fissilité (en français schistosité) ou de stratification dans les mudstones peut être dû soit à la texture d'origine, soit à la perturbation de la stratification par des organismes fouisseurs dans le sédiment avant lithification .
Depuis le début de la civilisation, lorsque la poterie et les briques de terre crue (mudbricks) étaient fabriquées à la main, jusqu'à aujourd'hui, les mudrocks ont été importantes. Le premier livre sur les mudrocks , Géologie des Argiles de Millot, n'a été publié qu'en 1964; Cependant, les scientifiques, les ingénieurs et les producteurs de pétrole ont compris l'importance des mudrocks depuis la découverte des shales de Burgess, et la relation entre les mudrocks et le pétrole. La littérature sur ce type de roche omniprésent s'est multipliée ces dernières années et la technologie continue de permettre une meilleure analyse.

## Nomenclature
Les mudrocks , par définition, sont constitués d'au moins cinquante pour cent de particules de la taille des muds (boue). Plus précisément, la boue (mud) est composée de particules de la taille du silt qui ont entre 1/16 et 1/256 ((1/16) 2 ) d'un millimètre de diamètre, et de particules de la taille de l'argile qui sont inférieures à 1/256 millimètre.
Les mudrocks contiennent principalement des minéraux argileux, du quartz et des feldspaths. Ils peuvent également contenir les particules suivantes à moins de 63 micromètres: calcite, dolomite, sidérite, pyrite, marcassite, minéraux lourds et même carbone organique.
Il existe divers synonymes pour des roches siliciclastiques à grains fins contenant cinquante pour cent ou plus de ses constituants moins de 1/256 de millimètre. Les mudstones, les schistes, les lutites et les mudrocks sont des qualificatifs courants ou des termes génériques; cependant, le terme mudrock est de plus en plus devenu la terminologie de choix des géologues et auteurs sédimentaires.
Le terme « mudrock » permet d'autres subdivisions en siltstone, claystone, mudstone et en schiste. Par exemple, un siltstone serait constitué de plus de 50 pour cent de grains qui équivalent à 1/16 - 1/256 de millimètre. « Shale » dénote une fissilité, ce qui implique une capacité à se séparer facilement ou à se rompre parallèlement à la stratification. Siltite, mudstone et claystone impliquent des détritus lithifiés ou durcis sans fissilité.
Dans l'ensemble, « mudrocks » peut être le terme qualificatif le plus utile, car il permet de diviser les roches par leur plus grande partie de grains contributifs et leur taille de grain respective, qu'il s'agisse de silt, d'argile (clay) ou de boue (mud).
| Type            | Grain min | Max grain |
| --------------- | --------- | --------- |
| Claystone       | 0 μm      | 4 μm      |
| Mudstone        | 0 μm      | 64 μm     |
| Siltstone       | 4 μm      | 64 μm     |
| Shale           | 0 μm      | 64 μm     |
| Slate (ardoise) | n / a     | n / a     |

### Claystone

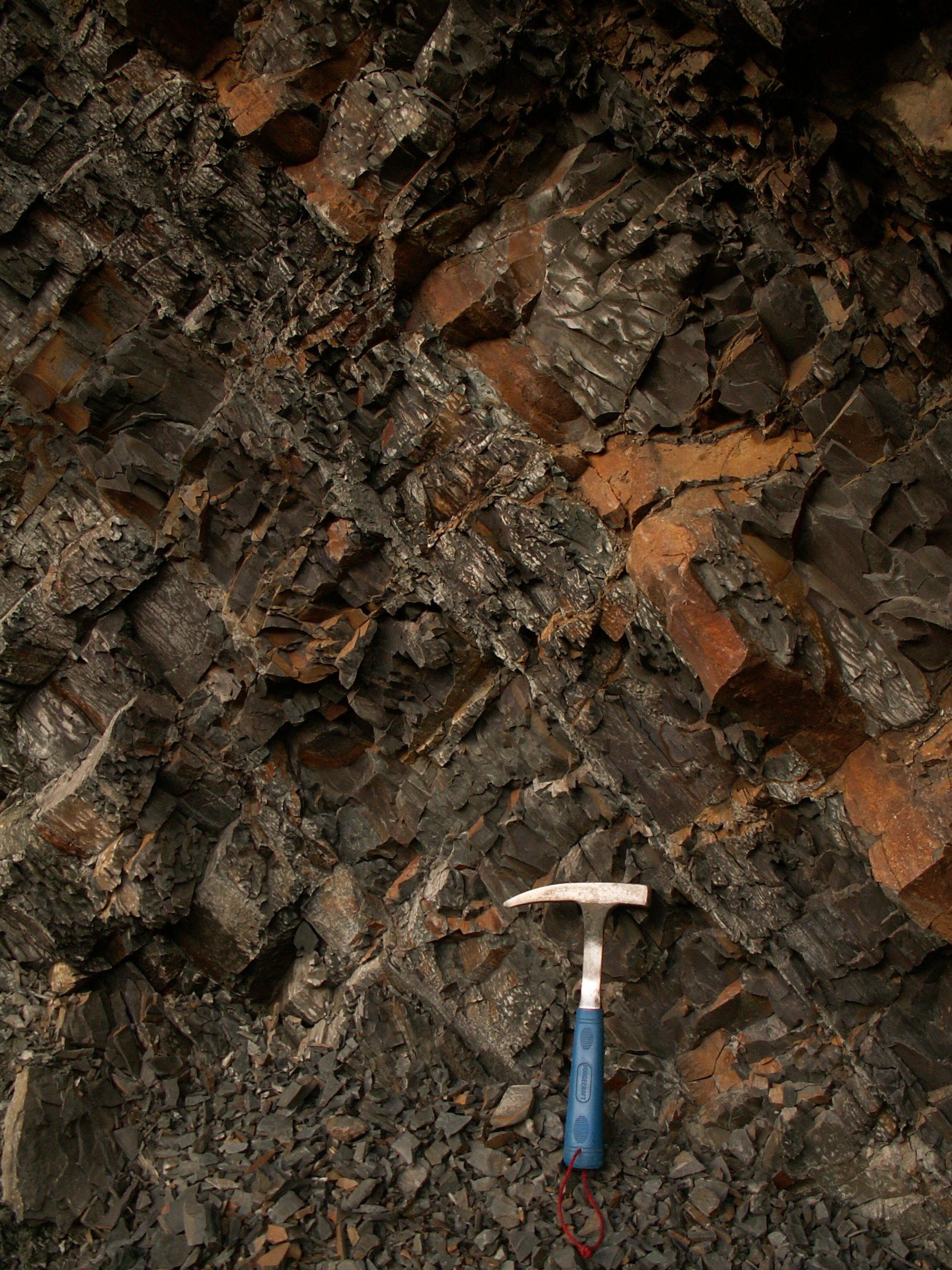
Claystone en Slovaquie

En anglais une claystone (pierre d'argile) est une mudrock lithifiée et non clivable. Pour qu'une roche soit considérée comme une claystone, elle doit être constituée d'au moins cinquante pour cent d'argile (phyllosilicates), dont la particule mesure moins de 1/256 de millimètre. Les minéraux argileux font partie intégrante des mudrocks et représentent le premier ou le deuxième constituant le plus abondant en volume. Ils rendent les boues cohésives et plastiques, ou capables de couler. Les minéraux argileux sont généralement très finement granulés et représentent les plus petites particules reconnues dans les mudrocks . Cependant, le quartz, le feldspath, les oxydes de fer et les carbonates peuvent également atteindre la taille des grains minéraux argileux typiques .
Pour une comparaison de taille, une particule de la taille de l'argile (clay) est 1/1000 la taille d'un grain de sable. Cela signifie qu'une particule d'argile se déplacera 1000 fois plus loin à une vitesse d'eau constante, exigeant ainsi des conditions plus calmes pour la dépose.
La formation d'argile est bien comprise et peut provenir du sol, des cendres volcaniques et de la glaciation. Les mudrocks anciennes sont une autre source, car elles se détériorent et se désintègrent facilement. Le feldspath, les amphiboles, les pyroxènes et le verre volcanique sont les principaux donateurs de minéraux argileux.

### Mudstone
Un mudstone est une roche sédimentaire siliciclastiques qui contient un mélange de particules de la taille du silt et de l'argile (au moins 1/3 de chacune).
La terminologie de « mudstone » ne doit pas être confondue avec le système de classification de Dunham pour les calcaires. Dans la classification de Dunham, un mudstone est tout calcaire contenant moins de dix pour cent de grains de carbonate. Notez qu'un mudstone siliciclastique ne traite pas les grains de carbonate. Friedman, Sanders et Kopaska-Merkel (1992) suggèrent l'utilisation de « lime mudstone », mudstone de chaux pour éviter toute confusion avec les roches siliciclastiques.

### Siltstone

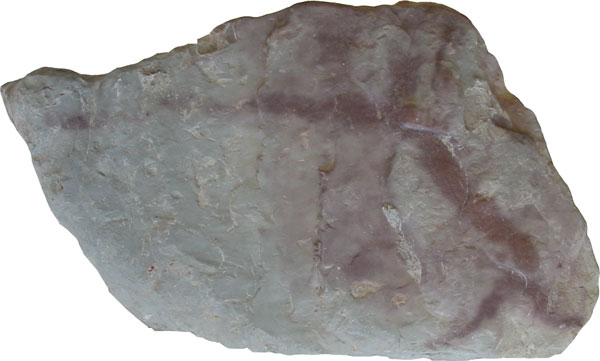
Siltstone à UAT, Estonie

Siltstone est un mot anglais désignant la roche sédimentaire consolidée dérivant d'un silt. (presque équivalent sont les termes pélite, et le peu usité, aleurolite.
Un siltstone est un mudrock lithifié et non clivable. Pour qu'une roche soit nommée siltstone , elle doit contenir plus de cinquante pour cent de matériau de la taille du silt. Le silt est une particule plus petite que le sable, 1/16 de millimètre, et plus grande que l'argile, 1/256 de millimètre. On pense que le silt est le produit d'une altération physique, ce qui peut impliquer le gel et le dégel, la dilatation thermique et la libération de pression. L'altération physique n'implique aucun changement chimique dans la roche, et elle peut être mieux résumée comme étant la rupture physique d'une roche.
L'une des proportions les plus élevées de silt trouvées sur Terre se trouve dans l'Himalaya, où les phyllites sont exposées à des précipitations allant jusqu'à cinq à dix mètres (16 à 33 pieds) par an. Le quartz et le feldspath sont les plus gros contributeurs au domaine du silt, et le silt a tendance à être non cohésif, non plastique, mais peut se liquéfier facilement.
Il y a un test simple qui peut être fait sur le terrain pour déterminer si une roche est une siltstone ou non, c'est de mettre la roche à la dent. Si la roche est " granuleuse " contre les dents, c'est une siltstone.

### Shale

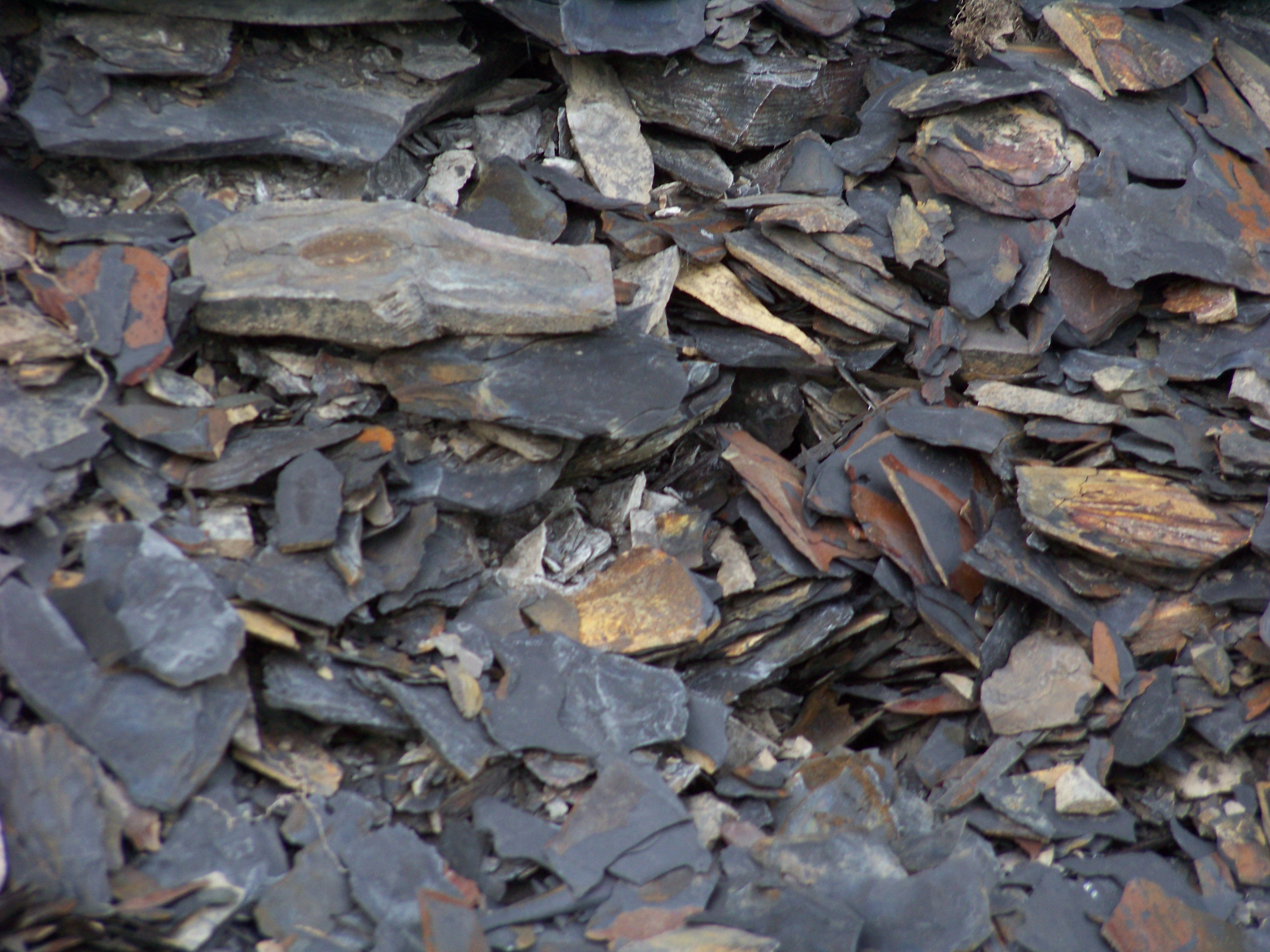
Marcellus Shale, État de New York

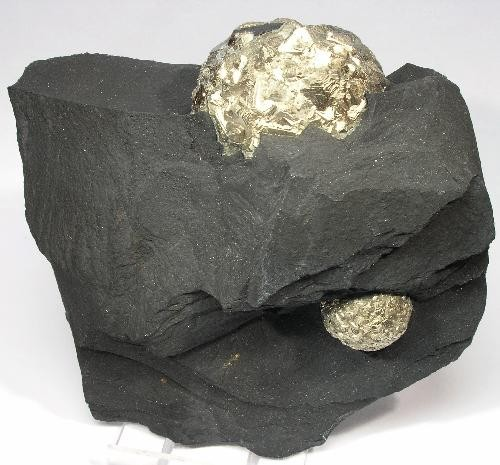
Shale noir avec pyrite

Le shale (schiste argileux) est un mudrock à grain fin, dur et stratifié, composé de minéraux argileux et de silt de quartz et de feldspath. Le schiste est lithifié et clivable. Il doit avoir au moins 50% de ses particules mesurent moins de 0,062 mm. Ce terme est limité à la roche argileuse (en).
Il existe de nombreuses variétés de shales, compris calcaires et riches en matières organiques; cependant, le black shale, ou organic-rich shale, mérite une évaluation plus approfondie. Pour qu'un shale soit un black shale (schiste noir), il doit contenir plus d'un pour cent de carbone organique. Une bonne roche-mère d'hydrocarbures peut contenir jusqu'à vingt pour cent de carbone organique. En général, le schiste noir reçoit son afflux de carbone des algues, qui se décomposent et forment une boue (ooze) connue sous le nom de sapropèle. Lorsque cette boue est cuite à la pression désirée, de trois à six kilomètres de profondeur et à une température de 90-120°C, il formera du kérogène. Le kérogène peut être chauffé et donner jusqu'à 10 à 150 de US gallons de pétrole et de gaz naturel par tonne de roche.

### Ardoise

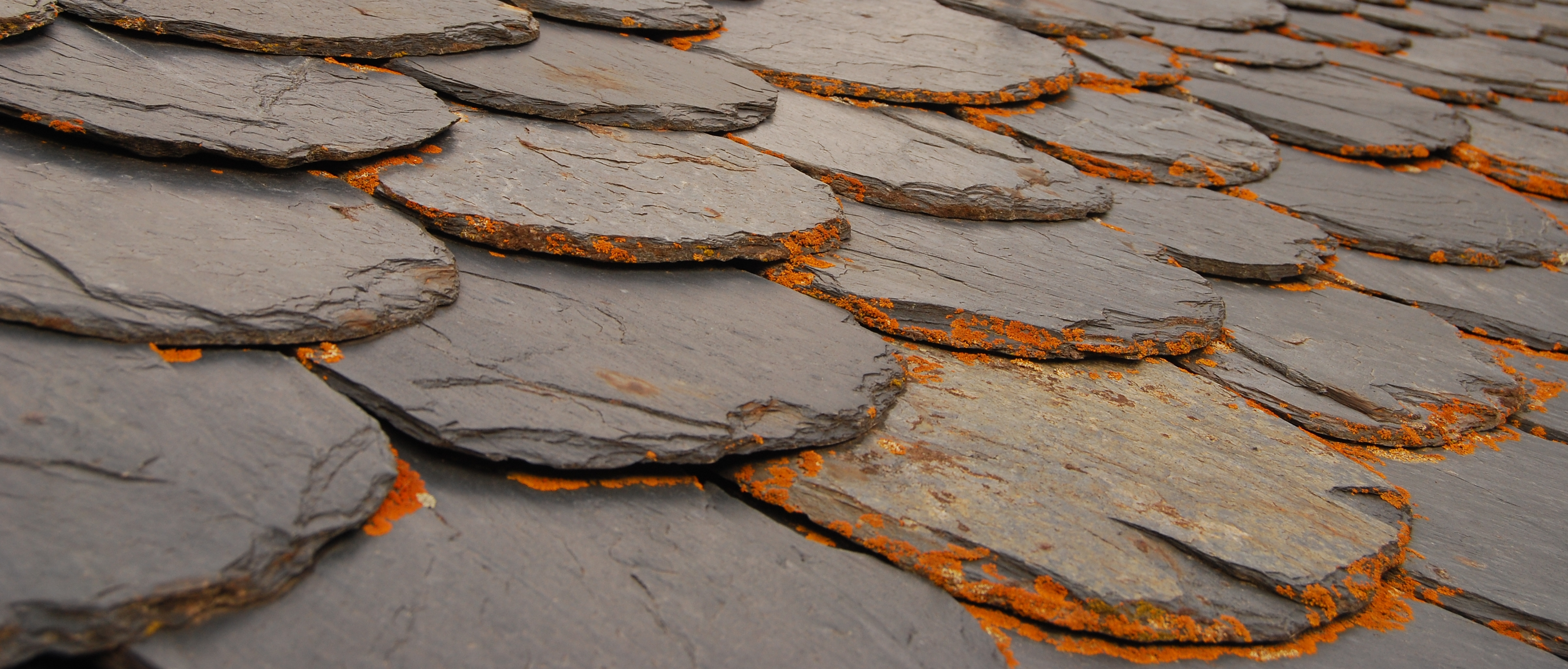
Toit en ardoise

L'ardoise est une mudstone dure qui a subi un métamorphisme et un clivage bien développé. Il a subi un métamorphisme à des températures comprises entre 200-250°C ou une déformation extrême. Puisque l'ardoise se forme dans le domaine inférieur du métamorphisme, en fonction de la pression et de la température, l'ardoise conserve sa stratification et peut être définie comme une roche dure et à grains fins.
L'ardoise est souvent utilisée pour les toitures, les planchers ou les murs en pierre à l'ancienne. Il a une apparence attrayante, et son clivage idéal et sa texture lisse sont souhaités.

## Création de mud et de mudrocks
La plupart des mudrocks se forment dans les océans ou les lacs, car ces environnements fournissent les eaux calmes nécessaires au dépôt. Bien que les mudrocks puissent être trouvés dans tous les environnements de dépôt sur Terre, la majorité se trouve dans les lacs et les océans.

### Transport et fourniture d'argile
Les fortes pluies fournissent le mouvement cinétique nécessaire au transport de la boue (mud), de l'argile et du silt. L'Asie du Sud-Est, compris le Bangladesh et l'Inde, reçoit de grandes quantités de pluie des moussons, qui lessivent ensuite les sédiments de l'Himalaya et des régions environnantes vers l'océan Indien.
Les climats chauds et humides sont les meilleurs pour altérer les roches et il y a plus de boue (mud) sur les plateaux océaniques au large des côtes tropicales que sur les plateaux tempérés ou polaires. Le système amazonien, par exemple, a la troisième plus grande charge de sédiments sur Terre, les précipitations fournissant de l'argile, du silt et de la boue des Andes au Pérou, en Équateur et en Bolivie.
Les rivières, les vagues et les courants côtiers séparent la boue, le silt et l'argile du sable et du gravier en raison de la vitesse de sédimentation. Les rivières plus longues, avec de faibles gradients et de grands bassins versants, ont la meilleure capacité de charge pour la boue (mud). Le fleuve Mississippi, un bon exemple de rivière longue et à faible pente avec une grande quantité d'eau, transportera la boue de ses sections les plus septentrionales et déposera le matériau dans son delta dominé par la boue.

### Environnements de dépôt des mudrocks
Ci-dessous une liste de divers environnements qui agissent comme des sources et modes de transport vers les océans et des environnements de dépôt pour les mudrocks.

#### Environnements alluviaux
Le Gange en Inde, le Fleuve Jaune en Chine et le Bas Mississippi aux États-Unis sont de bons exemples de vallées alluviales. Ces systèmes ont une source d'eau continue et peuvent produire de la boue (mud) par sédimentation sur les berges, lorsque la boue et le silt (silt) sont déposés sur les berges lors des inondations, et par sédimentation d'un bras mort lorsqu'un ruisseau abandonné est rempli de boue.
Pour qu'une vallée alluviale existe, il doit y avoir une zone très élevée, généralement soulevée par un mouvement tectonique actif, et une zone inférieure, qui agit comme une conduite pour l'eau et les sédiments vers l'océan.

#### Glaciers
De grandes quantités de boue (mud) et de tillite sont générées par les glaciations et déposées sur les terres sous forme de tillite et dans les lacs. Les glaciers peuvent éroder des formations de mudrocks déjà sensibles, et ce processus améliore la production glaciaire d'argile et de silt.
L'hémisphère nord contient 90% des lacs du monde de plus de 500 km, et les glaciers ont créé plusieurs de ces lacs. Les dépôts lacustres formés par la glaciation, y compris l'affouillement glaciaire profond, sont abondants.

#### Lacs non glaciaires
Bien que les glaciers aient formé 90% des lacs de l'hémisphère nord, ils ne sont pas responsables de la formation d'anciens lacs. Les lacs anciens sont les plus grands et les plus profonds du monde et contiennent jusqu'à vingt pour cent des réservoirs de pétrole actuels. Ils sont également la deuxième source la plus abondante de mudrocks , derrière les mudrocks marins.
Les lacs anciens doivent leur abondance de mudrocks à leur longue vie et à leurs épais dépôts. Ces dépôts étaient sensibles aux changements d'oxygène et de précipitations, et offrent un compte rendu robuste de la consistance du paléoclimat.

#### Deltas

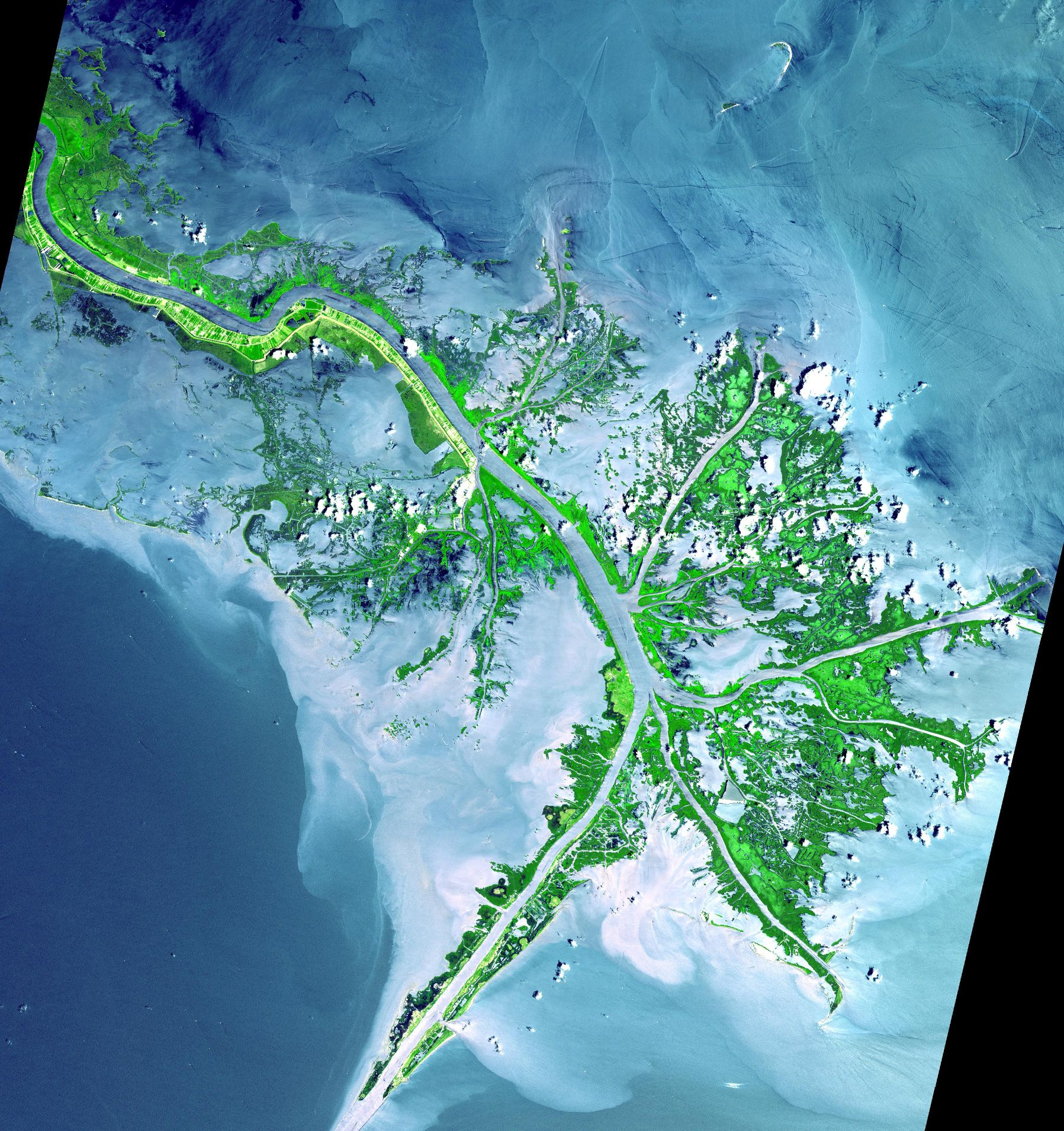
Le delta du Mississippi

Un delta est un dépôt sous-aérien ou subaquatique formé là où les rivières ou les ruisseaux déposent des sédiments dans un plan d'eau. Les deltas, comme ceux du Mississippi et du Congo, ont un potentiel énorme de dépôt de sédiments et peuvent déplacer des sédiments dans les eaux profondes de l'océan. Les environnements du delta se trouvent à l'embouchure d'une rivière, où ses eaux ralentissent lorsqu'elles pénètrent dans l'océan et où le silt et l'argile se déposent.
Les deltas à basse énergie, qui déposent beaucoup de boue, sont situés dans les lacs, les golfes, les mers et les petits océans, où les courants côtiers sont également faibles. Les deltas riches en sable et en gravier sont des deltas à haute énergie, où les vagues dominent, et la boue (mud) et le silt sont transportés beaucoup plus loin de l'embouchure de la rivière.

#### Littoral
Les courants côtiers, l'approvisionnement en boue (mud) et les vagues sont un facteur clé du dépôt de boue sur le littoral. Le fleuve Amazone fournit 500 millions de tonnes de sédiments, principalement d'argile, à la région côtière du nord-est de l'Amérique du Sud. 250 tonnes de ce sédiment se déplacent le long de la côte et se déposent. Une grande partie de la boue accumulée ici mesure plus de 20 mètres d'épaisseur et s'étend sur 30 km dans l'océan.
Une grande partie des sédiments transportés par l'Amazone peut provenir des Andes, et la distance finale parcourue par les sédiments est de 6 000 km.

#### Environnements marins
70% de la surface de la Terre est couverte par l'océan, et les environnements marins sont ceux où l'on trouve la plus forte proportion de mudrocks au monde. Il y a une grande continuité latérale dans l'océan, par opposition aux continents qui sont confinés.
En comparaison, les continents sont des gardiens temporaires de la boue (mud) et du silt, et le foyer inévitable des sédiments de mudrocks est les océans.
Il existe divers environnements dans les océans, notamment des tranchées en eaux profondes, des plaines abyssales, des monts sous-marins volcaniques, des marges de plaques convergentes, divergentes et transformées. Non seulement la terre est une source majeure de sédiments océaniques, mais les organismes vivant dans l'océan y contribuent également.
Les fleuves du monde transportent le plus grand volume de charges en suspension et dissoutes d'argile et de silt vers la mer, où ils sont déposés sur les plateaux océaniques. Aux pôles, les glaciers et les glaces flottantes se déposent directement sur le fond marin. Les vents peuvent fournir des matériaux à grains fins provenant de régions arides, et les éruptions volcaniques explosives y contribuent également. Toutes ces sources varient dans le taux de leur contribution.
Les sédiments se déplacent vers les parties les plus profondes des océans par gravité, et les processus dans l'océan sont comparables à ceux sur terre.
L'emplacement a un impact important sur les types de mudrocks trouvés dans les environnements océaniques. Par exemple, la rivière Apalachicola, qui s'écoule dans les régions subtropicales des États-Unis, transporte jusqu'à soixante à quatre-vingts pour cent de boue de kaolinite, alors que le Mississippi ne transporte que dix à vingt pour cent de kaolinite.

### Cycle des mudrocks
On peut imaginer le début de la vie d'un mudrocks comme un sédiment au sommet d'une montagne, qui peut avoir été soulevé par la tectonique des plaques ou propulsé dans les airs à partir d'un volcan. Ce sédiment est exposé à la pluie, au vent et à la gravité qui frappe et brise la roche. Les produits de l'altération, compris des particules allant de l'argile au silt, en passant par les cailloux et les roches, sont transportés vers le bassin aval, où ils peuvent se solidifier en un des nombreux types de mudstone sédimentaire.
Finalement, les mudrocks se déplaceront à des kilomètres sous la surface, où la pression et la température cuiront le mudstone en un gneiss métamorphosé. Le gneiss métamorphosé remontera à la surface sous forme de roche encaissante ou de magma dans un volcan, et tout le processus recommencera.

## Propriétés importantes

### Couleur
Les mudrocks se forment en différentes couleurs, compris rouge, violet, marron, jaune, vert et gris, et même noir. Les nuances de gris sont les plus courantes dans les mudrocks , et les couleurs plus foncées de noir proviennent de carbones organiques. Les mudrocks verts se forment dans des conditions réductrices, où la matière organique se décompose avec le fer ferrique. Ils peuvent également être trouvés dans les environnements marins, où les espèces pélagiques ou flottantes se déposent hors de l'eau et se décomposent dans les mudrocks. Les mudrocks rouges se forment lorsque le fer dans le mudrock s'oxyde; en fonction de l'intensité du rouge, on peut déterminer si la roche s'est complètement oxydée.

### Fossiles

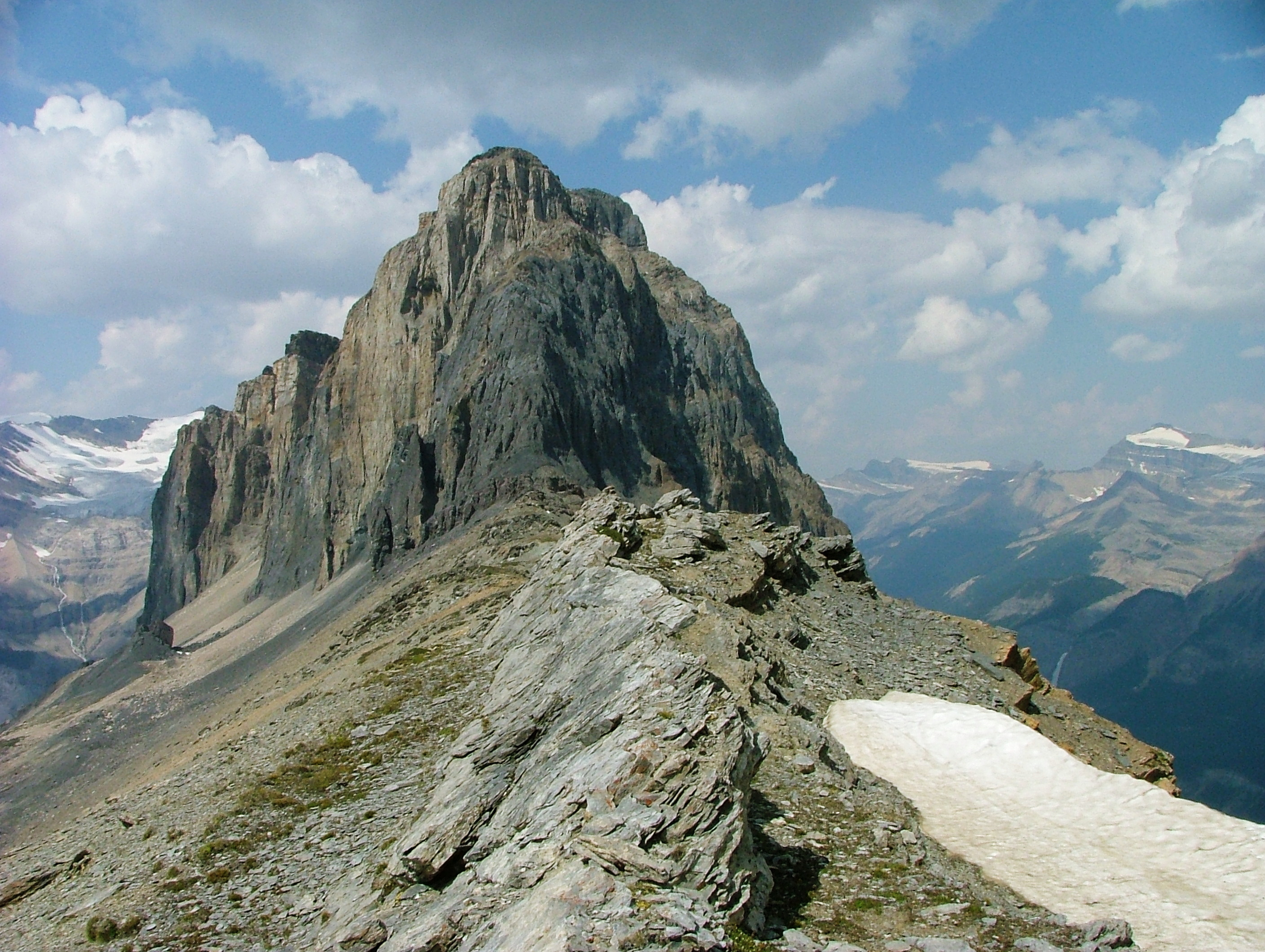
Schistes de Burgess

Les fossiles sont bien préservés dans les formations des mudrock, car la roche à grains fins protège les fossiles de l'érosion, de la dissolution et d'autres processus d'érosion. Les fossiles sont particulièrement importants pour l'enregistrement des environnements passés. Les paléontologues peuvent examiner une zone spécifique et déterminer la salinité, la profondeur de l'eau, la température de l'eau, la turbidité de l'eau et les taux de sédimentation à l'aide du type et de l'abondance des fossiles présents dans les mudrocks.
L'une des formations de mudrocks les plus célèbres sont les schistes de Burgess dans l'ouest du Canada, qui se sont formés pendant le Cambrien. Sur ce site, des créatures au corps mou ont été préservées, certaines en totalité, par l'activité de la boue (mud) dans une mer. Les squelettes solides sont, généralement, les seuls vestiges de la vie ancienne conservés; cependant, le schiste de Burgess comprend des parties de corps dures telles que des os, des squelettes, des dents, ainsi que des parties du corps molles telles que des muscles, des branchies et des systèmes digestifs. Le schiste de Burgess est l'un des emplacements fossiles les plus importants sur Terre, préservant d'innombrables spécimens d'espèces vieilles de 500 millions d'années, et sa préservation est due à la protection des mudrocks.
Une autre formation remarquable, la formation de Morrison, couvre 1,5 million de miles carrés, s'étendant du Montana au Nouveau-Mexique. Elle est considérée comme l'un des cimetières de dinosaures les plus importants au monde, et ses nombreux fossiles peuvent être trouvés dans les musées du monde entier. Ce site comprend des fossiles provenant de quelques espèces de dinosaures, notamment Allosaurus, Diplodocus, Stegosaurus et le Brontosaure. Il existe également des dipneustes, des mollusques d'eau douce, des fougères et des conifères. Ce gisement fut formé par un climat tropical humide avec des lacs, des marécages et des rivières, qui ont déposé des mudrocks. Inévitablement, les mudrocks ont conservé d'innombrables spécimens du Jurassique tardif, il y a environ 150 millions d'années.

### Pétrole et gaz naturel
Les mudrocks, en particulier les black shale, sont la source et le réservoir de précieuses sources de pétrole à travers le monde. Puisque les mudrocks et les matières organiques nécessitent des conditions d'eau calme pour se déposer, les mudrocks sont la source la plus probable pour le pétrole. Les mudrocks ont une faible porosité, sont imperméables et souvent, si le mudrock n'est pas du black shale, il reste utile pour l'étanchéité des réservoirs de pétrole et de gaz naturel. Dans le cas du pétrole trouvé dans un réservoir, la roche entourant le pétrole n'est pas la roche mère, alors que le schiste noir est une roche mère.

## Importance
Comme indiqué précédemment, les mudrocks représentent cinquante pour cent des archives géologiques sédimentaires de la Terre. Ils sont répandus sur Terre, et importants pour diverses industries.
Le schiste métamorphosé peut contenir de l'émeraude et de l'or, et les mudrocks peuvent héberger des minerais comme le plomb et le zinc. Les mudrocks sont importants pour la préservation du pétrole et du gaz naturel, en raison de leur faible porosité, et sont couramment utilisées par les ingénieurs pour empêcher les fuites de fluides nocifs des décharges.
Les grès (sandstone) et les carbonates enregistrent des événements à haute énergie dans notre histoire, et ils sont beaucoup plus faciles à étudier. Intercalées entre les événements de haute énergie se trouvent des formations de mudrocks qui ont enregistré des conditions normales plus calmes dans l'histoire de notre Terre. Ce sont les événements plus calmes et normaux de notre histoire géologique que nous ne comprenons pas encore. Les grès (sandstone) fournissent la grande image tectonique et quelques indications de la profondeur de l'eau; les mudrocks enregistrent la teneur en oxygène, une abondance et une diversité de fossiles généralement plus riches et une géochimie beaucoup plus informative.
En reconnaissance de l'importance parfois méconnue des boues (muds) et des mudrocks pour les sciences de la Terre, la Société géologique de Londres a nommé l'année 2015 « Year of Mud ».